# 너는 내 운명 (1980년 영화)
너는 내 운명은 1980년 공개된 대한민국의 영화이다.

## 배역
- 원미경 : 신자 역
- 이영하 : 민호 역
- 한미영
- 이종만

## 수상
- 1980년 제16회 백상예술대상
  - 영화부문 여자신인연기상 - 원미경